# Tingidae
Los tíngidos (Tingidae) son una familia de pequeños hemípteros del suborden de los heterópteros que se alimentan de plantas. A veces se les denomina chinches de encaje por las ornamentaciones de su tegumento. Alrededor de 2350 especies en 280 géneros en 3 subfamilias.

## Descripción
Son de colores grisáceos y de 2 a 5 mm. Tienen como característica la cabeza y el diseño de la parte superior de las alas. El promontorio es un capuchón sobre la cabeza. Carecen de ocelos. 

## Hábitos
Habitan sobre plantas de las que se alimentan. La mayoría son especializadas. Algunas son consideradas plagas. Algunas especies se consideran posibles controles biológicos de especies invasoras, como algunas especies de ligustro.

## Galería

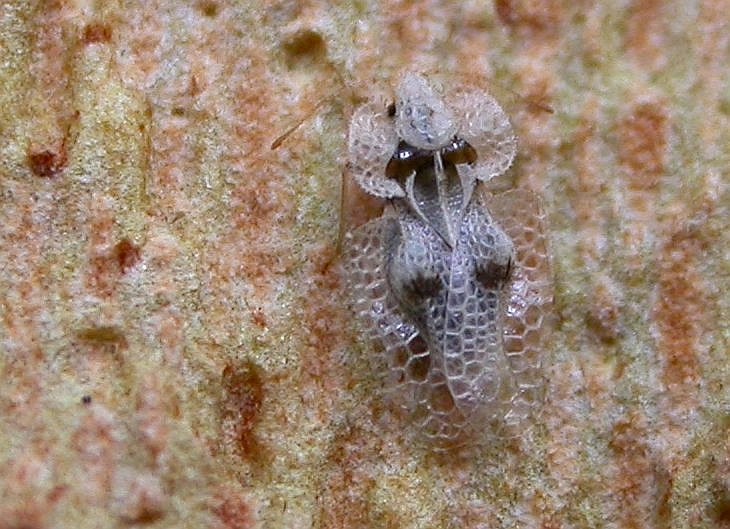
Corythucha ciliata
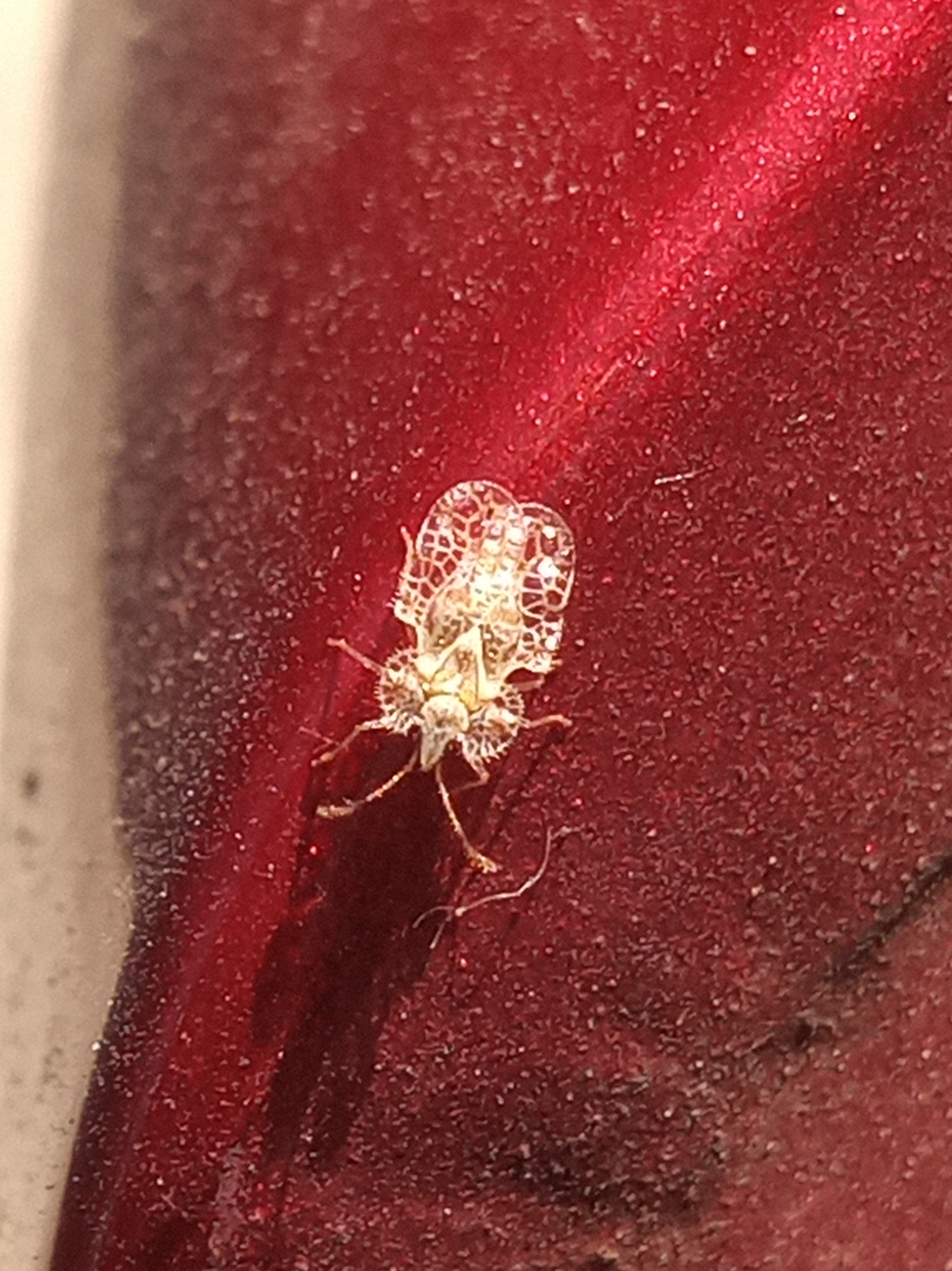
Chinche de encaje del crisantemo, Corythucha marmorata